# 日本ファイル・バインダー協会
日本ファイル・バインダー協会（にほんファイル・バインダーきょうかい）は、ファイル、バインダーの製品、綴じ具などの部品のメーカーにより組織された業界団体である。

## 沿革
- 1956年 - 製品規格化推進を目的に設立[1]